# Goons on The Moon
«Goons on The Moon» (укр. Недоумки на Місяці) 22 серія 11 сезону або 237 серія мультсеріалу «Губка Боб Квадратні Штани». Прем'єра відбулася 25 листопада 2018 у США на телеканалі Nickelodeon. В Україні прем'єра відбулася 20 травня 2019 на телеканалі ПлюсПлюс, 1 грудня 2019 на телеканалі ТЕТ. Також - це 27 спецвипуск.

## Сюжет
Напочатку серії, Сенді перевіряє у Губки Боба, Перл та Сквідіни, що вони взяли для того, щоб полетіти на місяць. Губка Боб чекає крабову петті, яку мав принести кур'єр, та на це вже немає часу, бо Місяць знаходиться на ідеальному місці, щоб полетіти, і вони заходять у дерево Сенді. Тим часом приходить Сквідвард з крабовою петті. йому ніхто не відчиняв, тому він вирішив зайти. І ракета взлітає.
Щоб долетіти до Місяця треба пролетіти три пояса - Холодний, Гарячий і Радіації. Коли вони пролітали Холодний, то Сквідвард,Перл і Сквідіна замерзли, Губка Боб почав ліпити снігового Патріка, а Сенді надягла куртку. Коли вони пролітали Гарячий, то у Губки Боба розтаїв сніговий Патрік, а Сенді зняла куртку і скафандр. Коли вони пролітали пояс Радіації, то рука Губки Боба мутировала, а Сквідвард мутировав повністю. І ось вони долетіли.
Коли вийшов Сквідвард то він спочатку злякався, що впаде та згадав Фізику. Потім вийшли інші. Сенді почала давати всім завдання. Перл вона дала завдання, виміряти силу притяжіння. Сквідіні, щоб збирала Місячні Камінці. А Губці Бобу, щоб знайшов разумну форму життя. Тим часом. Сквідвард зайшов у кратер. Потім він звідти вибіжав, з переляку. І забіг на темну сторону Місяця. А Губка Боб знайшов крабову петті і покликав Сенді. Потім, білка сказала Губці Бобу пренисти обід, та Губка Боб випадкова натиснув запуск і ракета полетіла. вона передвинула місяць, що повліяло на приливи і відливи. А Перл і Сквідіна злякалися хохіту. Потім з темної сторони місяця вилетіли Санта Клаус і Сквідвард. Потім, вони вирішили повернути місяць назад. Перша спроба була задопомогою коли, яку приніс Губка Боб. Та вона не вдалась. Друга спроба - це треба було зловити вітер. Та Сенді нагадала їм, що в космосі немає вітру. Потім всі сіли в ракету, окрім Губки Боба і Санти. Вони запустили клоуна в коробці. Та Губка Боб запустив так, що місяць зламався. Та потім Всі прилетіли на землю, окрім Губки Боба, який став місяцем.

## Озвучування і дубляж
| Персонаж    | Актор у оригіналі | Актор у дубляжі студії „1+1“ |
| ----------- | ----------------- | ---------------------------- |
| Губка Боб   | Том Кенні         | Павло Скороходько            |
| Сенді       | Керолін Лоуренс   | Катерина Брайковська         |
| Сквідвард   | Роджер Бумпас     | Андрій Альохін               |
| Перл Крабс  | Лорі Алан         | Катерина Брайковська         |
| Сквідіна    | Джил Теллі        | Єлизавета Зіновенко          |
| Санта Клаус | Льюїс Блек        | Олександр Завальський        |

## Цікаві факти
- Ця серія остання що вийшла при житті Стівена Хілленбурга.
  - Також, ця серія вийшла за день від його смерті.